# House of Secrets (DC Comics)
Pour les articles homonymes, voir House of Secrets.
House of Secrets est un comic book d'horreur publié par DC Comics à partir de 1956. Il s'agit d'une anthologie de récits fantastiques et d'horreur.

## Historique de publication
House of Secrets commence à paraître en 1956 et dure jusqu'en 1966. Durant 80 numéros de courtes histoires alternent avec des récits mettant en scène des héros récurrents. La série reprend en 1969. Un narrateur, nommé Abel, fait désormais le lien entre les différentes histoires. Un autre comics, intitulé House of Mystery, complète House of Secrets et a pour hôte Caïn. House of Secrets s'achève en 1978. Elle aura été le lieu de naissance de Swamp Thing qui apparaît, en 1971, dans le numéro 92, scénarisé par Len Wein et dessiné par Bernie Wrightson.

## Sandman
Caïn et Abel ainsi que leurs deux maisons réapparaîtront dans le comics Sandman de Neil Gaiman qui en fera des personnes et de lieux vivants dans le monde des rêves.